# تسويق القضية
تسويق القضية أو التسويق المرتبط بالقضية (بالإنجليزية: Cause marketing)‏، هو التسويق الذي يربط الحملة التسويقية للشركة بقضية مُجتمعية مُعينة بهدف الوصول للعملاء بصورة أكبر، وهو جُزء من التسويق الاجتماعي، ويكون له على الأقل هدف واحد غير اقتصادي متعلق بالمسئولية الاجتماعية وتنمية وتطوير المجتمع، وهو بذلك يختلف عن المنح الخيرية أو الإنسانية، حيث إن له هدف تسويقي، إذ يجب على الشركة الترويج لحملات التسويق المرتبط بقضية، وتكون لديها القدرة على قياس النتائج المُترتبة على حجم الأرباح.
ويكون تسويق القضية عن طريق التسويق القائم على التعاون بين منظمة هادفة للربح ومنظمة أخرى غير هادفة للربح لتحقيق منفعة متبادلة للطرفين. حيث تقوم المنظمة الهادفة للربح بمعالجة مشكلة أو قضية اجتماعية عن طريق تبرعها بجزء من أرباحها للمنظمة غير الهادفة للربح والتي تكون مختصة في مجال اجتماعي أو خيري أو إنساني معين. وهي طريقة من طرق الشركات والمؤسسات لدعم وتشجيع المنظمات غير الربحية. كما يُعتبر برنامج تسويق بسبب سماحه للمقاولات بالتعامل مع المنظمات غير الربحية بالإضافة لذلك برنامجها للعلاقات المجتمعية.

## التاريخ
أول من صاغ مصطلح التسويق المرتبط بالقضية هي شركة أمريكان إكسيبريس (بالإنجليزية: American Express)‏ للبطاقات الائتمانية في عام 1983 لوصف حملتها لجمع أموال لترميم تمثال الحرية. حيث تبرعت أمريكان إكسبريس بـ سنت واحد لترميم تمثال الحرية لكل عملية استخدام لبطاقاتها ونتيجة لذلك ارتفع عدد حاملي بطاقات أمريكان اكسبريس الجديدة بنسبة 45 في المئة، وارتفع استخدام البطاقة بنسبة 28في المئة.

## أمثلة
تُعد حملة شركة بروكتر وغامبل من خلال شركتها التابعة بامبرز الخاصة لمنتجات الأطفال بالتعاون مع منظمة الأمم المتحدة لرعاية الأمومة والطفولة اليونيسيف خلال العام 2006، من أشهر حملات التسويق المرتبط بقضية ما، حيث استخدمت الشركة شعار: "1 عبوة بامبرز = 1 لقاح"، في حملتها الخاصة بتقديم اللقاح ضد الكزاز أو المرض المنسي بحسب منظمة الأمم المتحدة للطفولة.